# 大阪マリオット都ホテル
大阪マリオット都ホテル（おおさかマリオットみやこホテル、英: Osaka Marriott Miyako Hotel）は、大阪市阿倍野区の超高層ビル「あべのハルカス」内にあるホテルである。

## 概要
近鉄ホテルシステムズ（現：近鉄・都ホテルズ）がマリオット・インターナショナルと提携し、ホテル運営は近鉄・都ホテルズが担当する。ホテルの名称は両社のホテルブランド「都ホテル」と「マリオット」を冠したものである。
フロア構成は、19階・20階の共用部分（ホテルロビー、バー・ラウンジ、ブッフェレストラン、中小個室など）、38階から55階の客室（室数：360室）と、57階のレストランに分かれる。標準客室の面積は38m2を基本とし、全客室のバスルームに洗い場を設けるなど、快適に宿泊できる設計となっている。なお、ホテル施設は横浜ロイヤルパークホテルに次いで日本で2番目の高さに位置している。
「マリオット」ブランドの日本展開は東京（いったん離脱したが2013年12月に再進出）、名古屋、沖縄に次いで4軒目で、関西では初となる。

## 施設
| 階        | 大阪マリオット都ホテル |
| --------- | --- |
| 57F       | レストラン「ZK」（ジーケー） |
| 55F       | インペリアルスイート（1室）・クラブルーム                                                                                       |
| 54F       | ロイヤルスイート（1室）・クラブルーム                                                                                           |
| 53F       | エグゼクティブスイート（2室）・クラブルーム                                                                                     |
| 53F - 55F | クラブフロア：クラブルーム・デラックスルーム・スーペリアルーム                                                                  |
| 50F - 52F | アッパーフロア：プレミアムルーム・デラックスルーム・スーペリアルーム                                                            |
| 39F - 49F | レギュラーフロア：レギュラールーム・デラックスルーム・スーペリアルーム                                                          |
| 38F       | クラブラウンジ・フィットネスジム・コンフォートスイート（2室）・コンフォートルーム                                               |
| 20F       | 中個室（茜）・小個室（月・光・星・空・雲・海）                                                                                  |
| 19F       | ホテルロビー、ロビーラウンジ「LOUNGE PLUS」・バー「BAR PLUS」 ライブキッチン「COOKA」（クーカ）、リテールショップ「M-Boutique」 |
| 1F        | エントランス |
| B3F       | 車寄せ、駐車場 |

客室は38階から55階に設けられており、以下に示す4つのフロア名で区分されている。
- 53F - 55F：クラブフロア
- 50F - 52F：アッパーフロア
- 39F - 49F：レギュラーフロア
- 38F：コンフォートフロア

### レストラン「ZK」（ジーケー）
当ホテルの最上階である57階、約270mの高さに位置する高層レストランである。日本の高層レストランとしては、東京スカイツリーの「Sky Restaurant 634 (MUSASHI)」(345m)、横浜ロイヤルパークホテルのスカイラウンジ「シリウス」（277m）に次ぐ第3位の高さである。メニューは欧風料理・日本料理・鉄板焼きがメインで、夕食に限りタパスが用意されている。
席数は鉄板焼・テーブル席・ビストロカウンター・割烹カウンターを合わせて約208席。全席禁煙であるが、フロア内に喫煙所が存在する。

### クラブラウンジ

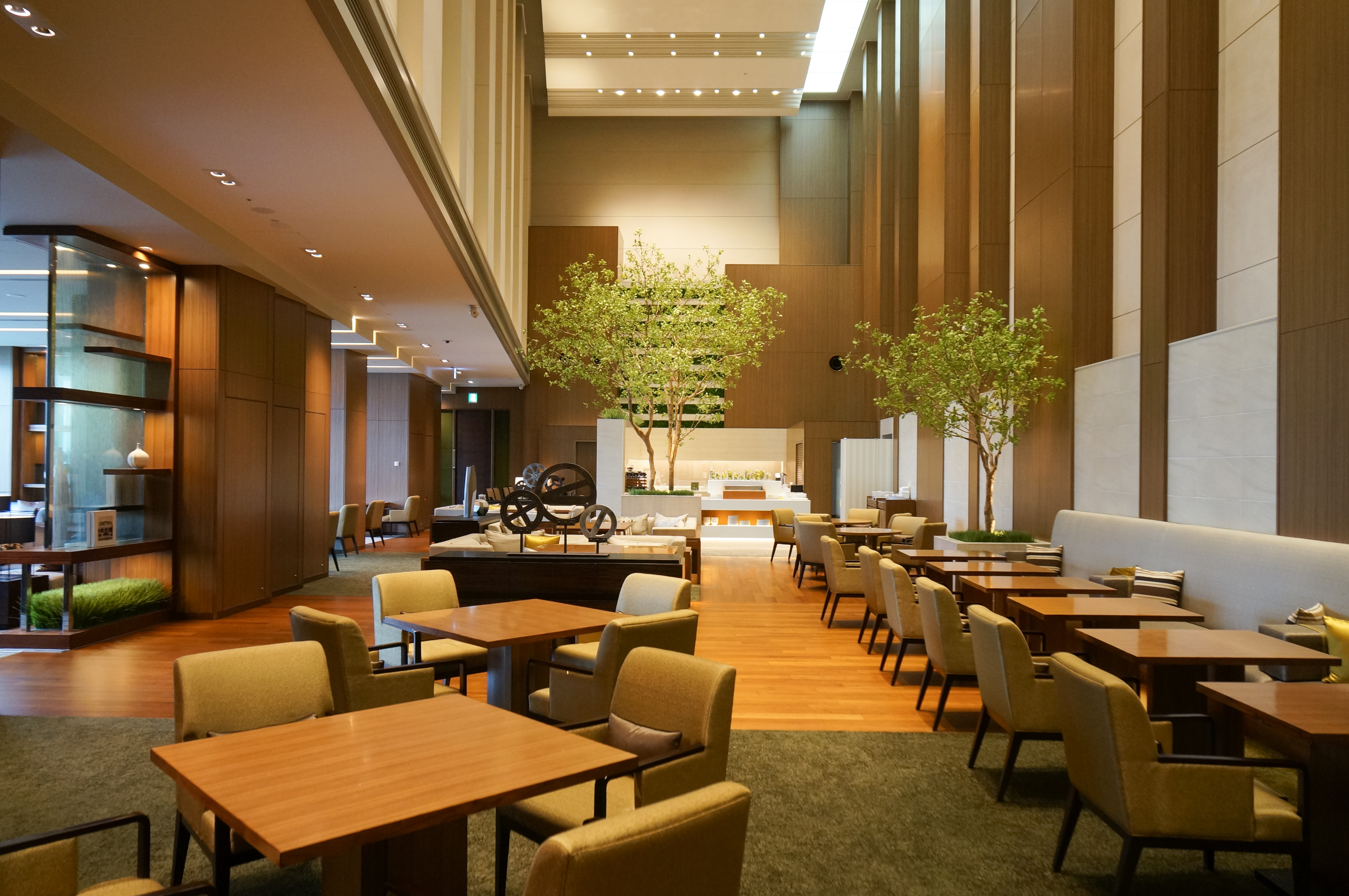
クラブラウンジ

クラブルームとスイートルーム宿泊者及びマリオット ボンヴォイのプラチナエリート（2018年7月まではゴールドエリート）会員以上専用のラウンジであり、38階に位置する。3層吹き抜けで天井高は約9mであり、面積は460m2、席数は77席である。当ラウンジが利用できる客室は、クラブフロアとコンフォートフロアの全客室と、アッパーフロアの各フロア3室に限られ、該当する客室のチェックイン・チェックアウトは原則として当ラウンジで行う。コンチネンタルブッフェ、アメリカンブッフェ、アフタヌーンティー、カクテルタイム、2回のティータイムと、1日6回のフードプレゼンテーションが受けられる。

### ライブキッチン「COOKA」（クーカ）
19階に位置するブッフェレストランである。朝食、昼食、夕食の3食ともブッフェスタイルが基本であるが、朝食に限り、洋食のセットメニューや和定食などのメニューも存在する。席数は204席で、全席禁煙である。

### LOUNGE PLUS
19階フロントロビーに位置するラウンジ。席数は90席で全席禁煙。

### BAR PLUS
19階フロントロビーに位置し、前述のLOUNGE PLUSと正対の位置にあるバー。席数は58席で全席禁煙。お酒だけでなく、ボリュームある食事も楽しめる。

### リテールショップ M-Boutique
テイクアウトコーナー。ホテルメイドのスイーツやホテルが厳選したアイテムが揃えられている。

## 客室
客室はすべてツインルームまたはダブルルーム仕様であり、定員は2名を基本としている。
- 39階と、スイートルーム（クラブフロアーの一部）以外は禁煙ルームである。
- デラックスルームのうちツインルームは、エキストラベッドを追加することで3名での宿泊が可能。
- スーペリアルームの一部は、ツインルームとダブルルームを組み合わせたコネクティングルームとすることが可能。
- ロイヤルスイートの定員は4名である。

| タイプ                                    | 部屋数 | 面積（m2） | 階        |
| ----------------------------------------- | ------ | ---------- | --------- |
| レギュラーフロア スーペリアルーム         | 110    | 38         | 39F - 49F |
| レギュラーフロア デラックスルーム         | 88     | 38         | 39F - 49F |
| レギュラーフロア プレミアムコーナールーム | 20     | 42,51      | 40F - 49F |
| レギュラーフロア ジュニアスイート         | 10     | 58         | 40F - 49F |
| アッパーフロア スーペリアルーム           | 30     | 38         | 50F - 52F |
| アッパーフロア デラックスルーム           | 24     | 38         | 50F - 52F |
| アッパーフロア クラブコーナールーム       | 6      | 42,51      | 50F - 52F |
| アッパーフロア クラブジュニアスイート     | 3      | 58         | 50F - 52F |
| クラブ スーペリアルーム                   | 30     | 38         | 53F - 55F |
| クラブ デラックスルーム                   | 24     | 38         | 53F - 55F |
| コンフォートルーム                        | 6      | 38         | 38F       |
| コンフォートスイート                      | 2      | 73,76      | 38F       |
| エグゼクティブスイート                    | 2      | 76,78      | 53F       |
| ロイヤルスイート                          | 1      | 159        | 54F       |
| インペリアルスイート                      | 1      | 162        | 55F       |

## 交通アクセス

### 鉄道
- 大阪阿部野橋駅
  - 近畿日本鉄道 南大阪線
- 天王寺駅
  - 西日本旅客鉄道（JR西日本）大阪環状線・阪和線・関西本線（大和路線）
  - Osaka Metro御堂筋線・谷町線
- 天王寺駅前停留場
  - 阪堺電気軌道 上町線